# Saskatoon—Biggar
Pour les articles homonymes, voir Saskatoon (homonymie) et Biggar.
Saskatoon—Biggar fut une circonscription électorale fédérale de la Saskatchewan, représentée de 1968 à 1978.
La circonscription de Saskatoon—Biggar a été créée en 1966 avec des parties de Prince Albert, Rosetown—Biggar, Rosthern, Saskatoon et de The Battleford. Abolie en 1976, elle fut redistribuée parmi Humboldt—Lake Centre, Kindersley—Lloydminster, Prince Albert, Saskatoon-Ouest et The Battlefords—Meadow Lake.

## Géographie
En 1966, la circonscription de Saskatoon—Biggar comprenait:
- Une partie de la cité de Saskatoon
- Une partie de la banlieue de Saskatoon

## Députés
1. 1968-1974 — Alfred P. Gleave, NPD
2. 1974-1979 — Ray Hnatyshyn, PC

- NPD = Nouveau Parti démocratique
- PC = Parti progressiste-conservateur